# Zweden op het Eurovisiesongfestival 1981
Melodifestivalen 1981 was de twintigste editie van de liedjeswedstrijd die de Zweedse deelnemer voor het Eurovisiesongfestival 1981 oplevert. De winnaar werd bepaald door de regionale jury's.

## Uitslag
| Nr. | Artiest             | Liedje                | Producer                                 | Punten | Plaats |
| --- | ------------------- | --------------------- | ---------------------------------------- | ------ | ------ |
| 1   | Kicki Moberg        | Men natten är vår     | Agnetha Fältskog, Ingela "Pling" Forsman | 28     | 5e     |
| 2   | Janne Lucas Persson | Rock-'n-Roll Mountain | Janne Lucas Persson, Göran Ledstedt      | 50     | 3e     |
| 3   | Sweets 'n' Chips    | God morgon            | Lasse Holm, Torgny Söderberg             | 57     | 2e     |
| 4   | Anders Glenmark     | Det är mitt liv       | Anders Glenmark                          | 41     | 4e     |
| 5   | Björn Skifs         | Fångad i en dröm      | Björn Skifs, Bengt Palmers               | 59     | 1e     |

## Jurering
| Liedje                | Falun | Göteborg | Karlstad | Luleå | Malmö | Norrköping | Sundsvall | Umeå | Växjö | Örebro | Stockholm | Totaal |
| --------------------- | ----- | -------- | -------- | ----- | ----- | ---------- | --------- | ---- | ----- | ------ | --------- | ------ |
| Men natten är vår     | 1     | 1        | 1        | 2     | 1     | 1          | 8         | 1    | 2     | 4      | 6         | 28     |
| Rock-'n-Roll Mountain | 8     | 4        | 4        | 6     | 4     | 6          | 6         | 4    | 4     | 2      | 2         | 50     |
| God morgon            | 2     | 2        | 2        | 4     | 6     | 8          | 4         | 8    | 8     | 8      | 1         | 53     |
| Det är mitt liv       | 4     | 6        | 8        | 1     | 2     | 2          | 2         | 6    | 1     | 1      | 8         | 41     |
| Fångad i en dröm      | 6     | 8        | 6        | 8     | 8     | 4          | 1         | 2    | 6     | 6      | 4         | 59     |

## In Dublin
In Dublin moest Zweden optreden als 20ste en laatste, na Zwitserland.
Op het einde van de puntentelling was Zweden 10de geworden met een totaal van 50 punten. 
Men ontving 1 maal het maximum van de punten.
Men ontving van Nederland geen punten en België gaf 4 punten.

### Gekregen punten

#### Finale
| 12 punten    | 10 punten   | 8 punten | 7 punten                          | 6 punten           |
| ------------ | ----------- | -------- | --------------------------------- | ------------------ |
| - Frankrijk  | - Duitsland |          | - Joegoslavië                     | - Noorwegen        |
| 5 punten     | 4 punten    | 3 punten | 2 punten                          | 1 punt             |
| - Denemarken | - België    |          | - Luxemburg - Verenigd Koninkrijk | - Cyprus - Finland |

### Punten gegeven door Zweden

#### Finale
Punten gegeven in de finale:
| 12 punten | Duitsland           |
| 10 punten | Frankrijk           |
| 8 punten  | Verenigd Koninkrijk |
| 7 punten  | Ierland             |
| 6 punten  | Finland             |
| 5 punten  | Luxemburg           |
| 4 punten  | Denemarken          |
| 3 punten  | Israël              |
| 2 punten  | Oostenrijk          |
| 1 punt    | Zwitserland         |